# Motion capture

Dvě sekvence chůze jednoho jednotlivce zaznamenané pomocí MoCap

Motion capture (zkracováno na MoCap nebo mocap, česky „snímání pohybu“) je termín, kterým se označuje proces nahrávání pohybu skutečného objektu a jeho převedení na digitální model. Využívá se zejména v zábavním průmyslu, tj. počítačových hrách, filmu, reklamě, pro medicínské a sportovní účely (analýza pohybu, hodnocení vývoje rehabilitace pacientů s těžkým poškozením nervového nebo motorického ústrojí), v zoologii (analýza pohybu různých zvířat a její vývoj se stářím jednotlivce), dále ve vojenství, trenažérech a také pro vyhodnocování funkčnosti designu různých výrobků (např. interiéru automobilů).
Nahrávat se dá obecně pohyb jakéhokoli předmětu, ať pevného (rigid body), např. cihly, kuličky nebo dokonce bublinky v kapalině, tak měkkého, ohebného (soft body), tedy obvykle člověka, ale také psa, koně, klokana aj. Cílem je získat pro každou jednotlivou část těla dostatek dat, aby bylo možno co nejlépe zrekonstruovat translaci a rotaci kořene daného elementu v prostoru a následně rotaci všech podřízených elementů vůči kořenovému. Pro člověka to typicky znamená zjistit pohyb pánve v prostoru (neboť těžiště těla je zhruba v této oblasti) a dále relativní ohyb všech na sebe navazujících částí těla, tedy např. pro nohu se postupuje v hierarchii pánev → stehno → lýtko → chodidlo.
Vzhledem k tomu, že největší využití v počítačových hrách i filmu mají digitální modely lidí, je těžiště MoCapu právě v nahrávání různých pohybů hraných herci. Moderní technologie umožňují nahrát pohyb mnoha lidí naráz včetně jejich mimiky obličeje, a to nejen ve speciálním studiu, ale i přímo v exteriérech na místě natáčení; obličej se ale obecně nahrává odděleně od pohybu těla pomocí speciální kamery umístěné před obličejem herce a prsty rukou jsou zatím spíše neřešitelný problém, protože datové rukavice, které by pohyb nahrály, nejsou dost přesné a jiné cesty nedávají také o mnoho lepší výsledky.
MoCap je jedna z fází hlavního natáčení filmů, nejde o část postprodukce. V MoCap nahrávání totiž má pokud možno hrát buď herec sám, nebo jeho filmový dublér (stunt double) – bývá tedy zvykem MoCap zařadit na konec natáčení, kdy jsou herci a dubléři stále k dispozici. U trikově náročných filmů, jako např. Avatar nebo Pán prstenů, je MoCap klíčovou součástí natáčení celého filmu. Právě role Gluma ve filmu Pán prstenů byla asi první opravdu známou kompletně digitální postavou vytvořenou pomocí MoCapu, dále následovala už dlouhá řada rolí. Dalším významným milníkem je film Podivuhodný příběh Benjamina Buttona, kde v celém filmu byla v postprodukci nahrazena hlava herce digitálním modelem tak detailním, že už nebylo znatelné, že jde o digitální maketu.

## Technologie

### Optické systémy

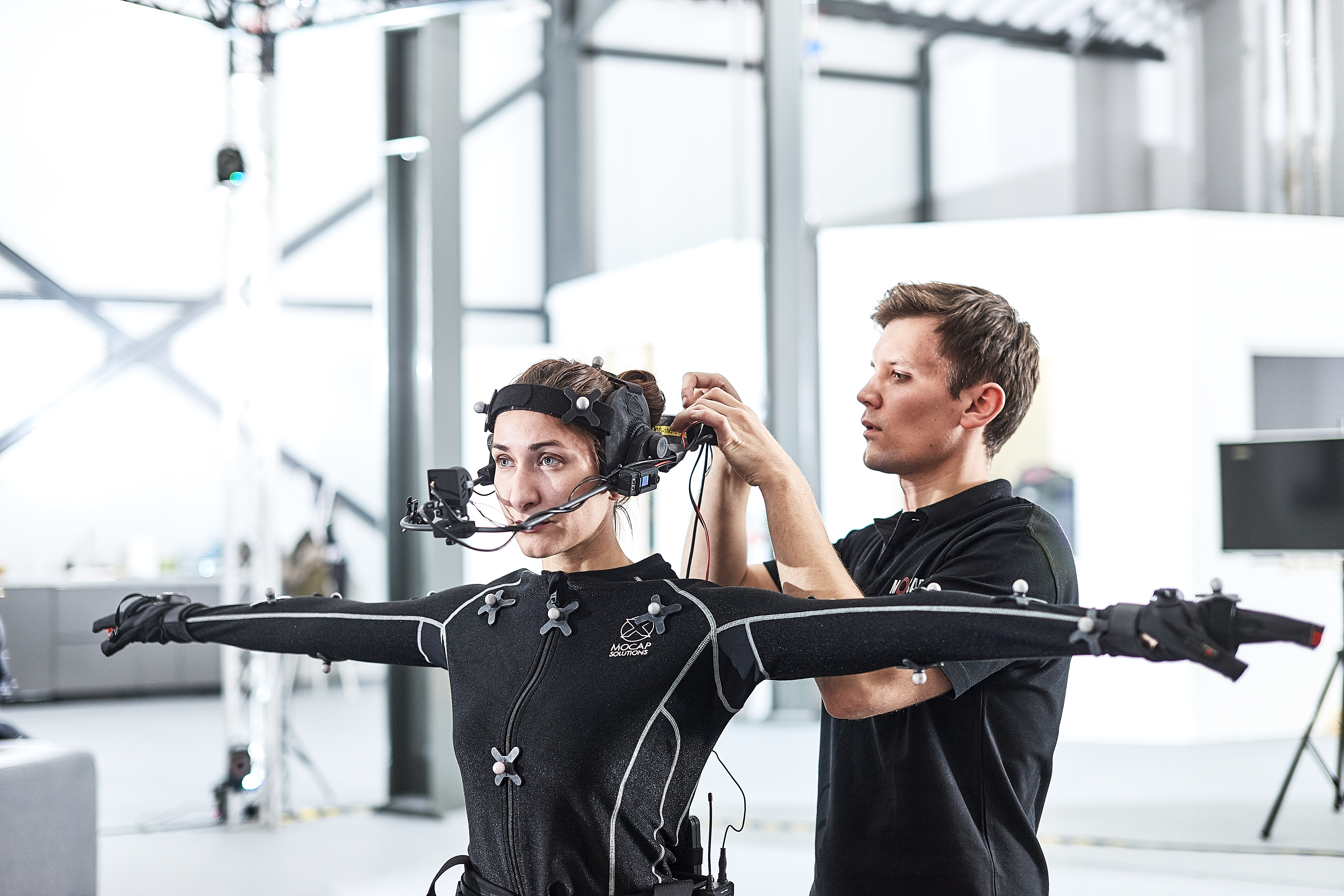
Herec v obleku MoCap

Při nejvyšších nárocích se prakticky výlučně používají optické systémy, kdy je nahrávaný objem obklopen množstvím speciálních kamer a herci jsou označkováni na všech částech těla pomocí speciálních kuliček, markerů – jen ty jsou zaznamenávány, nikoli herec sám. Kamery po kalibraci fungují podobně jako lidské vidění – každá vidí scénu z jiného úhlu a protože systém ví přesně, kde která kamera je v prostoru umístěna, je možno technikou fotogrammetrie zjistit, kde se nachází kterýkoli z markerů v daném okamžiku nachází (protínání paprsků zpětně promítnutých od každé kamery k markeru, který kamera „vidí“ – princip velice blízký např. leteckému snímání mapových podkladů dvojicí kamer na křídlech letadla).
Moderní kamery jsou schopné pracovat i za běžného denního světla, zatímco starší modely vyžadovaly potemnělý prostor, aby dovedly odlišit signatury markerů od pozadí. V současnosti nicméně dochází k posunu, kdy se MoCap výbava stěhuje přímo do terénu a nahrává se kdykoli a kdekoli – ve filmu District 9 nahrávali herce přímo v exteriérech v Jihoafrické republice a okolí v ostrém slunečním světle.
Optický mocap má zásadní výhodu v mimořádné přesnosti a flexibilitě, protože na co jde nalepit marker, to jde v zásadě sledovat. Markery jsou obvykle kuličky o průměru od asi 2 cm až po 3 mm – tak malé se dají už nalepit i na víčko oka. Pro záznam pohybu více lidí stačí dokoupit za malý obnos další markery, navíc markery jsou sledovány v prostoru samém, takže všechny postavy jsou zaznamenány vůči sobě naprosto přesně, pokud si podají např. ruku, v digitálním rekonstruovaném prostoru se počítačové postavy přesně potkají také.
Zásadní nevýhodou je, že marker je trasován úspěšně jen tehdy, když ho registrují alespoň dvě kamery v daném momentu. Pokud herec marker tělem zakryje, případně se herci vzájemně zastíní, trajektorie markeru je ztracena. Tento neduh lze řešit do jisté míry větším množstvím kamer (minimálně asi 7 kamer pro nahrávání 1 herce, 16 kamer stačí na několik herců naráz a extrémní systémy mohou mít až desítky kamer, výjimečně dokonce přes 100), ale většinou je nevyhnutelný náročný postprocessing nahraných dat. Dále je pro nahrávání obvykle nutný velký prostor bez překážek, které by omezovaly kamerám výhled na nahrávaný prostor, proto je typické mocap studio velká prázdná hala – ta celkovou cenu vlastnictví systému podstatně pochopitelně prodražuje.
Momentálně jsou na světě jen dva významní producenti optických MoCap systémů, Motion Analysis a Vicon, obě firmy mají srovnatelné systémy na mimořádně vysoké úrovni.

### Gyroskopické systémy
Využívají se přesné gyroskopy umístěné na jednotlivých částech těla herce. Velkou výhodou je, že zařízení nepotřebuje žádný zvláštní prostor pro nahrávání, z principu systém přímo generuje data nevyžadující jakýkoli významný postprocessing. Základními nevýhodami jsou malá flexibilita (pro přidání nového herce do scény je třeba investice do další sady, tj. cena se násobí, dále pro zvířata je nahrávání jen obtížně představitelné), nízká přesnost (i přes špičkové gyroskopy stejně dochází k driftu v čase), problematické řešení skoků, kdy ani jedna noha nestojí na podlaze (což se děje velice často v běhu, tanci aj. – systém není „zamknutý“ vůči prostoru a nemá jak přímo zjistit, jak daleko se tělo přeneslo během skoku, jen odhaduje podle akcelerace). Kvůli zkvalitnění záznamu výrobci kombinují gyroskopické snímání rotací částí těla a kořen těla trasují hybridně pomocí ultrazvuku nebo mikrovlnami, tj. v principu se částečně blíží optickému systému.
Tyto systémy se kvůli skladnosti a menším nárokům na provoz používají obecně jako doplňkové, na prototypování či tréninkové účely a tam, kde nároky na přesnost nejsou tak vysoké.

### Další technologie
Kromě některých spíše okrajových technologií, jako exoskeletonů, se snaží výzkumníci pracovat na bezmarkerové mocap technologii, kdy je postava bez jakékoli předchozí přípravy a markerů přímo nahrávána. Tak jde použít do jisté míry i senzor Kinect pro herní konzoli Microsoft Xbox 360.

## Mocap v ČR
Patrně první systém v České republice byl založen na principu aktivních senzorů v magnetickém poli. Následně se nicméně etablovala dvě významná studia využívající optický systém, prvním je Bohemia Interactive blízko Prahy a druhým je 2K Czech v Brně (dříve Illusion Softworks). Bohemia Interactive disponuje třemi optickými systémy firem Vicon, Motion Analysis (tento unikátní systém je schopen provozu i za denního světla) a Optitrack, 2K Czech využívá systém Vicon.
Bohemia Interactive využila svůj mocap systém mimo jiné pro filmy Tobruk, Saxána a Lexikon kouzel a film Wanted, dále jejich sérii her ArmA (první díl 2006) a v roce 2001 pro prvotinu studia Operace Flashpoint. 2K Czech nahráli pohyby pro hry produkované českou pobočkou studia, zejména tedy jde o hry Mafia: The City of Lost Heaven, Mafia II a tenisový simulátor Top Spin.